# Galanthella bella
Galanthella bella is een vlinder uit de familie van de tandvlinders (Notodontidae). De wetenschappelijke naam van de soort is voor het eerst geldig gepubliceerd in 1913 door Bethune-Baker.